# Damon Albarn
Pour les articles homonymes, voir Damon.
 (novembre 2019).
Si vous disposez d'ouvrages ou d'articles de référence ou si vous connaissez des sites web de qualité traitant du thème abordé ici, merci de compléter l'article en donnant les références utiles à sa vérifiabilité et en les liant à la section « Notes et références ».
Damon Albarn, né le 23 mars 1968 à Whitechapel, est un musicien britannique principalement connu pour être le cofondateur, chanteur, musicien et compositeur des groupes Blur, Gorillaz et The Good, the Bad and the Queen.
Élevé à Leytonstone, dans l'Est de Londres, et autour de Colchester, dans l'Essex, Damon Albarn rencontre Graham Coxon à la Stanway School. Il fonde avec lui le groupe Blur, dont le premier album, Leisure, sorti en 1991, reçut des critiques mitigées. Après de longues tournées aux États-Unis, Albarn est de plus en plus inspiré par les groupes anglais des années 1960, inspiration prenant forme dans les albums Modern Life Is Rubbish (1993), Parklife (1994) et The Great Escape (1995). Ces albums, accueillis de manière fortement positive par la presse comme par le grand public, propulsent Blur sur le devant de la scène. Les albums suivants contiendront des influences lo-fi, electro et hip-hop.
Avec Jamie Hewlett, créateur de Tank Girl, Damon Albarn fonde en 1998 le groupe virtuel Gorillaz. Influencé par le rock alternatif, le trip-hop, le hip-hop, l'electronica, le dub, le reggae ou encore la pop, le groupe sort son premier album du même nom en 2001, qui est un succès mondial. Les albums de Gorillaz intègrent de nombreux autres musiciens, mais Albarn et Hewlett sont les têtes pensantes du projet. Le groupe fut cité dans le Guinness Book comme le « groupe virtuel le plus célèbre ».
La carrière d’Albarn est riche en collaborations : Mali Music, avec des musiciens maliens, puis les supergroupes The Good, the Bad and the Queen et Rocket Juice and The Moon. Il a aussi composé des opéras : Monkey, Journey to the West (2007, en collaboration avec l'artiste Jamie Hewlett), Dr Dee (2011), des bandes originales de films, une comédie musicale. Son premier album solo, Everyday Robots, sorti en 2014, est coproduit avec Richard Russell, de XL Recordings, et comprend des collaborations avec Brian Eno, Natasha Khan et la Leytonstone City Pentecostal Mission Church Choir.
En 2008, le Daily Telegraph place Albarn à la dix-huitième place des « 100 personnes les plus puissantes de la culture anglaise ». En 2010, le magazine Q le nomme quatrième meilleur frontman de tous les temps. En 2016, il est élevé au rang d'officier de l'ordre de l'Empire britannique pour services rendus à la musique.

## Biographie
Damon Albarn est né à Whitechapel dans une famille d'artistes parfois décrits comme "bohèmes".
Son père, Keith Albarn, a notamment été imprésario de Soft Machine, présentateur d'un des premiers talk-show de la BBC (Late Night Line-Up sur BBC 2), et directeur d'une école d'arts plastiques. Il tenait également une société nommée Keith Albarn & Partners Ltd qui, sous le nom de Playlearn Ltd, fabriquait des jouets pour enfants. Le petit Damon, âgé de 6 mois, était d'ailleurs l'« expert en tests » des conceptions desdits jouets.
Sa mère, Hazel, était décoratrice de théâtre pour la compagnie de Joan Littlewood et a travaillé dans la pièce satirique Mrs Wilson's Diary, juste avant la naissance de son fils.
Il a une sœur née en 1971, Jessica, qui deviendra peintre.
Damon Albarn vit jusqu'à l'âge de 10 ans dans une maison victorienne à Leytonstone (dans East London, Londres) avant que la famille déménage pour Colchester, dans une maison du XIVe siècle où trônent des chaises en plastique bizarres offertes par Cat Stevens au père de Damon.

### Les débuts
Damon Albarn s'intéresse à la musique dès son plus jeune âge. Ses parents écoutaient notamment du blues et de la musique indienne ou africaine.
À Colchester, il passe son temps à écouter des groupes tels que les Jam, ou encore Madness et les Specials. Il va découvrir à cette époque les Kinks. Mais son amour premier va à la musique classique qui ne l'a pas quitté depuis son apprentissage du piano et du violon. The Lark Ascending de Vaughan Williams figure parmi ses morceaux préférés, ce qui va l'amener à composer. Ses talents dans ce domaine valent à l'une de ses partitions d'être remarquée dans le cadre du concours de « jeune compositeur de l'année ».
Malgré ses dons naturels pour la musique, Damon échoue dans cette matière au baccalauréat et, au lieu de persévérer, choisit de partir à la Stanway Comprehensive School, où le jeune homme se décrit lui-même comme « vraiment impopulaire » et « agaçant un tas de gens ». Il commence à s'intéresser au théâtre et joue dans plusieurs petites pièces montées par des camarades d'école. C'est là qu'il rencontre le futur guitariste de Blur, Graham Coxon. Les premiers mots que Damon lui aurait adressés sont : « Tes chaussures de marche sont merdiques, mec. Regarde, les miennes sont du meilleur goût » avant de lui montrer ses chaussures, influencées par le revival Mod. Ils deviennent amis, surtout grâce à leur passion pour la musique, avec des groupes comme les Jam, XTC, les Beatles, Madness ou encore The Human League.
Damon rentre aussi à l'East 15, une école d'art dramatique aux méthodes peu orthodoxes, qui le font vite renoncer. Puis il s'inscrit dans une école d'arts plastiques à Londres. Durant cette période hédoniste, Damon travaille de jour comme garçon de courses aux Beat Factories studios, ainsi qu'au Croissant, à Euston. La nuit il compose au studio. Ce qui va le sauver, c'est une avance de 3 000 livres de son grand-père pour réaliser une démo. Il fonde le groupe Seymour en 1989 à Londres avec le guitariste Graham Coxon et le bassiste Alex James. Rejoints par le batteur Dave Rowntree, ils prennent le nom de Blur sur les conseils des dirigeants de leur maison de disques, Food Records.

## Carrière musicale

### Blur

#### Création etLeisure
En 1988, Damon Albarn est enrôlé dans un petit groupe du Goldsmiths College de Londres, sa seule intention étant, en y jouant, de gagner l'accès au bar de l'union des étudiants. Le groupe se nomme Circus et comporte Albarn, Coxon et le batteur Dave Rowntree. Alex James, un camarade de classe, vient voir le groupe en action avant d'en devenir le bassiste. En décembre 1988, Circus devient Seymour, inspiré par un roman de J. D. Salinger : Seymour : An Introduction. Le groupe attire l'attention du label Food Records, sa seule objection étant le nom du groupe, qu'ils détestent. Ils dressent une liste d'alternatives et le groupe opte pour le nom Blur. En mars 1990, le groupe est engagé par Food.
En octobre 1990, Blur sort son premier single : She's So High, qui entre à la quarante-huitième place des charts anglais. Leur rencontre avec le producteur Stephen Street va leur permettre de ne pas se cantonner à ce simple single. Leur collaboration donne naissance à un second single, There's No Other Way, qui devient un carton, se hissant à la huitième place des charts. Ils deviennent des pop-stars et se mettent à fréquenter le club londonien The Syndrome. Le NME écrira en 1991 que « [Blur] est [la] figure jolie et acceptable de toute une flopée de groupes qui ont émergé depuis que la scène de Manchester a commencé à s'essouffler »,.
Andy Ross et David Balfe, de Food, réussissent à convaincre Blur de continuer à piocher des influences dans la scène de Manchester. Le groupe tente d'élargir son horizon musical, mais Albarn entrave le processus de création du premier album en écrivant ses paroles dans le studio. En résulte un premier album, Leisure. Il finit en septième place dans les charts anglais et reçoit des critiques mitigées, le journaliste John Harris disant même que l'album « ne pourrait pas se débarrasser de l'odeur de l'anti-apogée ». Selon Albarn, Leisure est un album « horrible ».

#### Ère de la Britpop
C'est à cette époque que Damon entame une relation avec Justine Frischmann, alors future leader d'Elastica et ex-petite amie de Brett Anderson, du groupe Suede. Cela cause une profonde inimitié entre les deux plus grands groupes anglais de cette époque, avant l'arrivée d'Oasis. Pendant deux ans, Blur essaie de s'éloigner de la scène baggy de Manchester en enregistrant le single punk Popscene, sorti en 1992. Ce titre est un échec.
Après avoir découvert qu'ils ont des pertes financières de 60 000 livres, Blur part aux États-Unis en 1992 dans une tentative pour éponger leurs dettes. Pendant cette tournée de deux mois, Albarn se sent malheureux et a le mal du pays. Il dira à ce sujet : « J'ai commencé à regretter des choses vraiment très simples… J'ai regretté tout à propos de l'Angleterre, alors j'ai commencé à écrire des chansons qui créeraient une atmosphère anglaise. »
Idéologiquement, Blur souhaite maintenant célébrer son héritage anglais, contrastant avec la popularité des groupes de grunge américains comme Nirvana. Des sessions de production ont lieu avec Andy Partridge, de XTC, pour produire leur prochain album. Ces sessions n'aboutiront sur pas grand-chose, contrairement à la réunion avec le producteur Stephen Street.

Le groupe sort son deuxième album Modern Life Is Rubbish en 1993, après quelques problèmes avec sa maison de disques qui le force à ajouter les titres For Tomorrow et Chemical World. Il finit en quinzième place des charts anglais mais échoue à faire une entrée fracassante dans le Billboard 200 américain. Malgré l'assez piètre performance de l'album, Damon est relativement heureux de la nouvelle direction prise par le groupe, qui commence à écrire beaucoup pour le prochain album. En 1994, Blur enregistre Parklife avec le single dance pop Girls and Boys, qui remporte un accueil critique très positif et explose les charts. Parklife entre à la première place des charts et y reste pendant 90 semaines. Accueilli avec enthousiasme par la presse musicale, l'album est défini comme l'un des albums ayant défini ce qu'est la Britpop. Blur gagne quatre prix aux BRIT Awards 1995, dont celui de meilleur groupe et de meilleur album pour Parklife. Plus tard, Coxon parlera de cet album comme le moment où « [Blur] est passé de groupe alternatif, arty, situé sur la rive gauche, à nouvelle incroyable sensation pop ». 

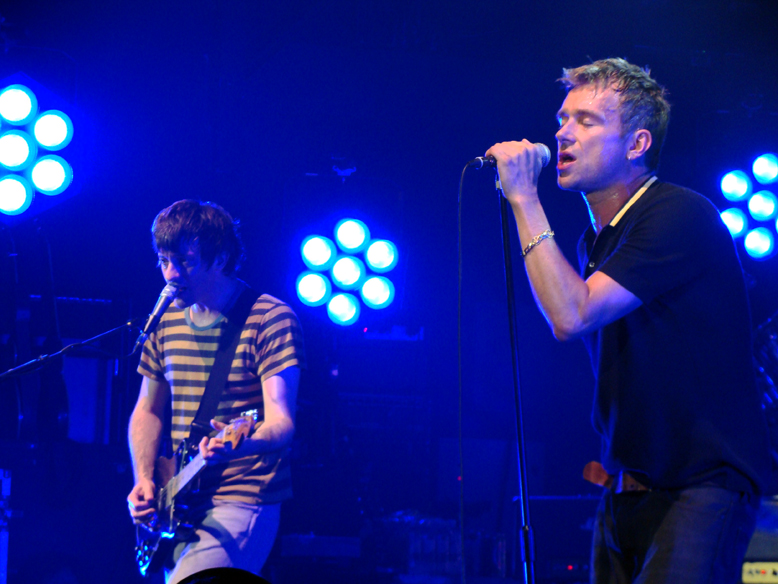
Graham Coxon et Damon Albarn en 2009.

Blur commence à travailler sur leur quatrième album, The Great Escape, au début de l'an 1995. Construites sur les deux précédents albums, les paroles d'Albarn sont des histoires narrées à la troisième personne. Selon Alex James : « C'était plus élaboré, plus orchestral, plus théâtral et les paroles étaient plus tordues… C'était plus dysfonctionnel, des personnages inadaptés qui étaient foutus dans la merde. » Le single principal, Country House, est une part de la rivalité entre Blur et le groupe de Manchester Oasis appelée « The Battle of Britpop ». Les deux groupes décidèrent de sortir leurs singles le même jour, débat musical devenant un phénomène média. Finalement, Country House vend 274 000 exemplaires et gagne face à Roll With It d'Oasis qui n'en aura vendu que 216 000.
The Great Escape sort en septembre 1995 et est bien accueilli, entrant à nouveau à la première place des charts, mais le succès phénoménal de (What's the Story) Morning Glory? fait changer les médias d'opinion, qui proclament que « [Blur] avait gagné une bataille mais a perdu la guerre ». Le groupe est désormais perçu par beaucoup comme un « groupe pop inauthentique de la classe moyenne » face aux « héros de la classe ouvrière » que sont Oasis. Damon se sentira « stupide et confus » face à ça et c'est Alex James qui résume la situation : « Après avoir été le héros du peuple, Damon est devenu le con du peuple pour une courte période… basiquement, il était un loser. Publiquement. »

#### Post-Britpop et hiatus
À la fin 1996, Q révèle que les membres de Blur ont des relations plus que tendues ; le journaliste Adrian Deevoy écrivant même que le groupe était « au bord de la rupture nerveuse ». Coxon commence à ne plus apprécier ses camarades et, rejetant le style britpop qui a pourtant fait le succès de Blur, se met à écouter des groupes de rock alternatif américains comme Pavement. Albarn se met à apprécier les goûts pour la musique lo-fi et underground qu’écoute son ami et reconnaît la nécessité de changer l’orientation musicale de Blur : « J’ai pu m’asseoir à mon piano et écrire ces chansons pop brillantes et observationnelles toute la journée, mais il faut aller de l’avant. » Damon décide de laisser à Graham plus de contrôle créatif sur le prochain album. Le chanteur visite l’Islande pendant cette période et dira à ce sujet : « J’ai eu l’habitude d’avoir un rêve récurrent, comme un enfant, sur une plage de sable noir. Et, un jour brumeux, paresseux [rires], je regardais la télé et j’ai vu un programme sur l’Islande, et ils avaient des plages noires. Donc, j’ai pris un avion et j’ai réservé à l’hôtel Saga. Je ne sais pas si ça signifiait « Vacances Saga, pour personnes âgées » — je pense que ça voulait dire Saga comme les sagas nordiques. Mais c’était en fait un hôtel de croisière OAP. J’étais moi-même : je ne connaissais personne. Je suis allé dans la rue Laugavegur, où se trouvent les bars, et c’était là. »
Après de premières sessions à Londres, Blur part enregistrer le reste de l’album en Islande, loin de la scène britpop. Cela donnera l'album Blur, le cinquième album studio du groupe, aux sonorités plus américaines, sorti en février 1997. Bien que la presse musicale se mit à prédire qu’avec les expérimentations lo-fi du groupe, ils allaient s’aliéner leur fanbase, constituée surtout d’adolescentes, cette même fanbase applaudit l’effort. Et malgré les hauts-cris qui proclament le suicide commercial de Blur, le nouvel album et le single Beetlebum finissent premiers des charts anglais. Il reste à ce jour le plus grand succès international du groupe, notamment avec la chanson culte Song 2, qui permit au quatuor d’enfin conquérir le marché américain. Après le succès de Blur, le groupe part pour une tournée mondiale de neuf mois.
Pour son prochain album, Blur fait appel à William Orbit pour la production. Le groupe fait son retour en mars 1999 avec leur sixième opus studio baptisé 13, à l’ambiance très expérimentale, et dont les titres s’éloignent complètement des tubes britpop qui avaient fait le succès du groupe, les textes d’Albarn étant ici plus personnels et intimistes. Les titres No Distance Left To Run et Tender, notamment, sont des témoignages de la tendresse de Damon à l’égard de Justine Frischmann, frontwoman d’Elastica, qui fut sa petite amie pendant huit ans.
En 2000 sort le premier best-of du groupe, baptisé Blur : The Best of, qui commence à la troisième place des charts anglais et fut certifié disque de platine avec environ 300 000 copies vendues. Rejeté par le groupe, qui le voit comme « le premier album [de Blur] que nous avons vu en tant que produit », sa tracklist et ses dates de sortie furent entièrement déterminés par EMI selon la popularité des chansons et les études de marché.
Un silence de trois ans s’ensuit, puis le départ brutal du guitariste Graham Coxon, évincé peu après le commencement des sessions d’enregistrement d’un nouvel album à Londres, en 2001, précède la sortie du septième album studio, Think Tank, en mai 2003. Le guitariste déclarera après son départ qu’« il n’y avait pas de disputes » et que « [le groupe] a reconnu que nous avions besoin de temps à part ».
Think Tank, considéré comme l’opus de la maturité, avec notamment le single Out of Time, est un album atmosphérique, avec beaucoup de sons électroniques, des samples de lignes de guitare jouées par Albarn et beaucoup d’autres instruments en remplacement de Coxon. En l’absence du guitariste, cet album fut entièrement écrit par Damon, qui en a fait une sorte de testament, montrant aussi l’intérêt croissant du chanteur pour les musiques africaine et arabe, et son contrôle complet sur la direction créative du groupe. L’album fut un nouveau numéro un en Angleterre et numéro cinquante-six aux États-Unis. Il fut aussi nommé pour les BRIT Awards de 2004.

#### Réunion
En décembre 2008, à la surprise générale, Blur annonce sa réunion pour un concert à Hyde Park, à Londres, le 3 juillet 2009. Quelques jours après, une seconde date est ajoutée : le 2 juillet 2009. Des spectacles servant de répétition aux vrais concerts se tiennent pendant tout le mois de juin et se terminent le 26 juin par un concert au Manchester Evening News Arena. Ces concerts furent bien accueillis : le critique musical Alexis Petridis, du Guardian, donna cinq étoiles à leur performance au Goldsmiths College en écrivant que « la musique de Blur a le potentiel pour traverser les années… ils sonnent à la fois plus frénétiques et plus punks et plus nuancés et plus exploratoires que ce qu’ils faisaient au temps de leur gloire ». Blur est en tête d’affiche du festival de Glastonbury, le 28 juin. C’est la première fois depuis l’édition de 1998 (dont ils étaient aussi têtes d’affiche) que le groupe revient à Glastonbury (mais pas la dernière pour Damon Albarn, puisqu’il reviendra l’année suivante avec Gorillaz et en 2016, en solo). Leur performance est accueillie avec un grand enthousiasme ; le Guardian les proclama même « les meilleures têtes d’affiche de Glastonbury ».
En juin 2009, sort Midlife : A Beginner's Guide to Blur, le second best-of du groupe. Après la fin des concerts de réunion, Damon annonce, dans Q, que Blur n’a pas prévu d’enregistrer ou de tourner à nouveau. Il dit à ce propos «  je ne peux pas faire plus  » et explique que sa motivation principale pour participer à la réunion du groupe était de réparer ses relations avec son ami Graham Coxon, ce qu’ils ont réussi à faire. En février 2010 sort No Distance Left to Run, documentaire sur le groupe, au cinéma et en DVD. Il fut nommé aux Grammy Awards, la première nomination de Blur à cette cérémonie,. En avril de la même année sort Fool's Day, le premier enregistrement du groupe depuis 2003. Cette chanson sort en édition vinyle limitée à 1 000 exemplaires lors du Record Store Day ; il fut plus tard disponible en téléchargement gratuit sur le site officiel du groupe,.
En février 2012, alors que Damon Albarn et Graham Coxon se font remettre un prix spécial pour leur contribution à la musique anglaise lors des Brit Awards de 2012, les deux amis annoncent avoir recommencé à composer ensemble et, plus tard dans le mois, jouent une nouvelle chanson : Under the Westway. En avril, le box-set Blur 21, qui contient les sept albums studio de Blur, quatre disques contenant des morceaux rares et trois DVD, est annoncé. Il sort en juillet. Le quatuor entre en studio la même année pour tenter de créer un nouvel album studio, mais le producteur William Orbit, en mai, annonça au NME qu’Albarn avait décidé d’arrêter les enregistrements. Cela n’empêche pas les réseaux sociaux de Blur d’annoncer la sortie d’un double single, Under the Westway / The Puritan, pour le 2 juillet. Plus tard, en août, le groupe donne un concert dans le cadre de la cérémonie de clôture des Jeux olympiques de 2012. Ce concert est suivi d’une tournée mondiale, l’année suivante.
En février 2015, Blur annonce la sortie imminente de leur huitième album studio pour le 27 avril. Intitulé The Magic Whip, c’est le premier album de Blur en douze ans et le premier en seize ans avec la formation originelle (Albarn, Coxon, Rowntree et James),.
À la surprise générale, c'est fin mai 2023 que Blur annonce la sortie imminente d'un nouvel album studio. Le 21 juillet 2023 sort donc "The Ballad Of Darren" le neuvième album du groupe.
Le disque a été composé par Damon Albarn durant la tournée précédente de son autre groupe emblématique : Gorillaz. Malgré tout, l'album s'ouvre sur le titre "The Ballad" que l'on pouvait retrouver sur le premier album solo d'Albarn ("Democrazy", sorti le 8 décembre 2003) sous le titre "Half A Song".
Ce nouvel album est unanimement salué par la critique et a donné lieu à une immense tournée à travers le monde avec comme point d'orgue 2 soirées à Wembley en juillet 2023.

### Gorillaz

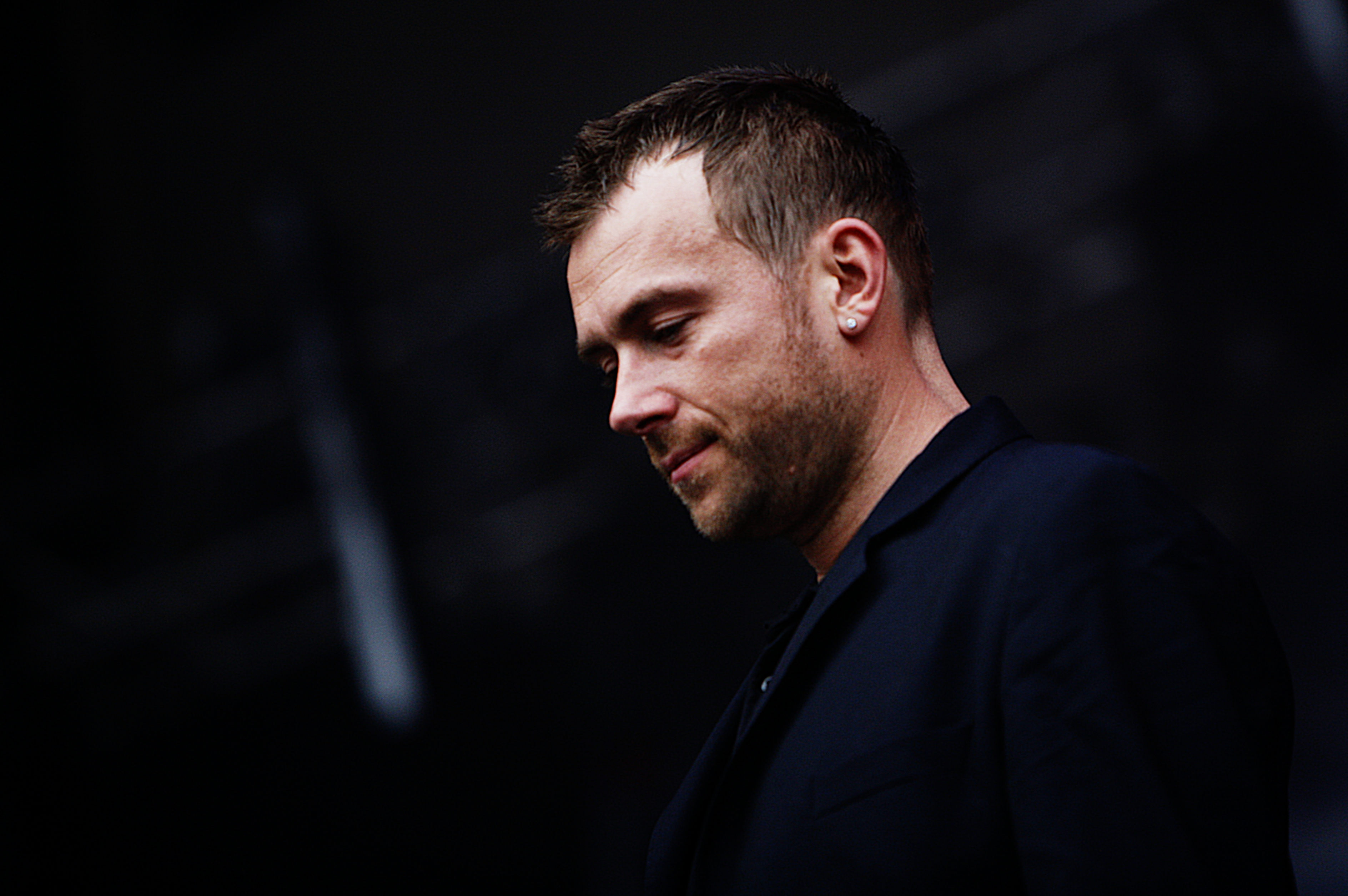
Damon Albarn aux Eurockéennes en 2007.

Damon Albarn et Jamie Hewlett se rencontrent pour la première fois en 1990 : Graham Coxon, qui admire le travail de Hewlett, lui demande de venir interviewer Blur, qu'Albarn et lui ont formé il y a tout juste deux ans. L'interview est publiée dans le magazine Deadline, magazine publiant également Tank Girl, le comic phare du magazine, que Jamie avait co-créé avec son ami Alan Martin. Hewlett considérait Albarn comme un « trou du cul, un branleur », et bien qu'il soit une connaissance du groupe, il n'arrivait pas à s'entendre avec eux, particulièrement depuis qu'il sortait avec l'ex-petite amie de Coxon, Jane Olliver. Malgré cela, Albarn et Hewlett deviennent colocataires à la Westbourne Grove de Londres en 1997, Hewlett venant de se séparer d'Olliver et Albarn ayant fait de même avec Justine Frischmann d'Elastica.
L'idée de former Gorillaz s'est formé alors qu'ils regardaient MTV. Hewlett explique à ce sujet : « Si on regarde trop longtemps MTV, ça devient l'enfer — il y a rien d'intéressant, aucune substance. Alors on a eu l'idée d'un groupe d'animation, quelque chose qui serait un commentaire de tout ça. ». La musique du groupe est une collaboration entre de nombreux musiciens, Damon étant le seul musicien permanent et Jamie se chargeant des visuels, clips et animations. Ils sont classés comme un groupe de rock alternatif, mais, cependant, leur musique brasse énormément d'influences telles que la Britpop, le dub, la pop, le rock, le hip-hop ou encore l'electro. En 2001, leur premier album, Gorillaz, se vend à 7 millions d'exemplaires, remportant un succès mondial, dopé par les hits Clint Eastwood et 19-2000. Gorillaz entre dans le Guinness Book en tant que « groupe virtuel le plus célèbre » et fut nommé au Mercury Prize de 2001, mais la nomination fut annulée à la demande du groupe. G-Sides, un premier album de faces B et de remix, sortira fin 2001-début 2002, puis Laika Come Home des Spacemonkeyz, qui remixe en version reggae les morceaux du premier album, sortent plus tard.
Leur second album studio, Demon Days, se vend à 8 millions d'exemplaires, aidé par les succès que sont Feel Good Inc., DARE, Dirty Harry et Kids with Guns / El Mañana. Certifié quintuple disque de platine en Angleterre, double disque de platine aux États-Unis et ayant gagné cinq nominations aux Grammy Awards 2006 et même un prix à cette même cérémonie, celui de la meilleure collaboration pop avec chanteurs, Demon Days est joué dans son intégralité en novembre 2005 (puis plus tard en avril 2006) lors du Demon Days Live avec la plupart des artistes ayant collaboré à l'album. En 2007, le double album D-Sides, qui est la seconde compilation de faces B et de remix du groupe, sort. La même année, il est observé que les ventes réunies des albums Gorillaz et Demon Days totalisent les 15 millions d'albums vendus.
Le troisième album studio de Gorillaz, Plastic Beach, sort en mars 2010 et reçoit une pluie de louanges,. Un quatrième opus, The Fall (à ne pas confondre avec le groupe de post-punk mancunien fondé par Mark E. Smith, bien que ce dernier ait collaboré à Plastic Beach, sur le morceau Glitter Freeze), sort en avril 2011. Il a été enregistré pendant 32 jours pendant l'étape américaine de la tournée Escape to Plastic Beach Tour,. Le groupe apparaît également dans l'album Doggumentary de Snoop Dogg, sur la chanson Sumthin' Like This Night, produite par le groupe et que Damon Albarn a co-écrite avec Snoop Dog. En novembre 2011, Gorillaz annonce la sortie, pour le 23 février 2012, d'une ligne de Converse designée par Jamie Hewlett ainsi que d'un single réalisé dans le cadre de cette campagne mais aussi dans le cadre du projet Three Artists, One Song, qui se déroule depuis plusieurs années.
Ce single se nomme DoYaThing et a été réalisé avec James Murphy de LCD Soundsystem ainsi qu'André 3000 d'Outkast. Albarn rappe sur les deux premiers couplets, Murphy est le chœur et 3000 rappe tout le reste de la chanson. Une version explicite de 13 minutes est disponible et Hewlett filme même un nouveau clip vidéo avec des versions animées des deux collaborateurs sur la chanson. Albarn déclare après que ses projets avec Gorillaz sont « incertains » à cause de tensions avec Hewlett résultant de la réduction des animations et des visuels lors du Escape to Plastic Beach Tour mais ne perd pas espoir de travailler à nouveau ensemble.
Pendant la promotion de son album solo, Everyday Robots, Damon annonce au NME que, ayant réglé ses différends avec Hewlett, il envisage sérieusement de travailler sur un nouvel album de Gorillaz. Il confirme l'enregistrement de l'album en 2015. Le 28 avril 2017, sort le cinquième album studio de Gorillaz, Humanz, qui comprend des collaborations de Popcaan, Grace Jones, De La Soul, D.R.A.M ou encore Noel Gallagher, entre autres. Plusieurs projets vont bientôt voir le jour, notamment une série télé de dix épisodes diffusée en 2018 et un nouvel album surprise dans le style de The Fall : The Now Now,.

### Carrière solo et projets annexes
Dans les années 2000, Damon Albarn multiplie ses projets musicaux et participe à de nombreuses collaborations, en parallèle aux carrières de Blur et de Gorillaz, ce dernier projet étant créé en collaboration avec Jamie Hewlett. Damon démarre en tant que chanteur virtuel de ce groupe sans révéler son identité, se cachant derrière le pseudonyme 2D.

#### Everyday Robotset projets solo
En 2003, Damon Albarn sort un EP appelé Democrazy, qui combine des démos réalisées durant la tournée mondiale de Think Tank dans diverses chambres d'hôtel, aux États-Unis. En 2011, il confirme le début de l'enregistrement de son premier véritable album solo. Dans une interview de 2013 accordée au magazine Rolling Stone, il annonce que son album sera produit par Richard Russell de XL Recordings et qu'il partira en tournée pour jouer les chansons de cet album ainsi que celles de ses autres groupes, dont Blur et Gorillaz.
En décembre 2013, Albarn joue plusieurs chansons de ce futur album lors d'un concert privé aux Fox Studios de Los Angeles et diffuse sur les réseaux sociaux un trailer de 21 secondes pour Everyday Robots, qui est annoncé pour 2014,. Lors d'une interview pour BBC Radio 2 avec Paul Simonon et Idris Elba, il mentionne comme collaborateurs la Leytonstone City Mission Choir et Brian Eno. Natasha Khan de Bat for Lashes révèle plus tard qu'elle sera aussi présente sur l'album de Damon. Le 18 janvier 2014, le Warner Music Store est mis à jour et inclut l'album d'Albarn, Everyday Robots, qui sort sous forme physique le 25 avril 2014.
Il annonce en mars 2019 un concert sous son nom à la Philharmonie de Paris le 24 mai 2020 avec un nouveau projet musical autour de l'Islande, The Nearer the Fountain, More Pure the Stream Flows. Une tournée en Europe est annoncée dans la foulée mais à cause de la pandémie du covid-19, celle-ci a finalement lieu en 2022.
L'album The Nearer the Fountain, More Pure the Stream Flows sort le 12 Novembre 2021 chez Transgressive Records.

#### Bandes originales de films, opéras et théâtre
Dans le film Trainspotting, Danny Boyle a ajouté Sing, un morceau paru dans Leisure, le premier album de Blur. La réalisatrice Antonia Bird confie à Damon Albarn un rôle dans le film Face (1997) avant de le solliciter en 1999 pour composer la bande originale du film Vorace (Ravenous) en collaboration avec Michael Nyman. Il sera nommé pour le Saturn Award de la Meilleure Musique pour son travail.
En 2007, il compose Monkey, Journey to the West un opéra inspiré du roman chinois La Pérégrination vers l'Ouest de Wu Cheng'en. Ce spectacle est présenté pour la première fois au Palace Theater de Manchester puis à Paris au théâtre du Châtelet avant d'être présenté, en juillet 2008, au Staatsoper Unter den Linden de Berlin. La conception visuelle est assurée par Jamie Hewlett et la mise en scène par Chen Shi-Zheng.
En 2011, il sort un recueil de chansons composées pour l'opéra Dr Dee :  An English Opera, réalisé en collaboration avec le directeur artistique Rufus Norris et basé sur la vie du scientifique John Dee, aussi appelé Dr Dee.
Il réalise la bande originale de la version cinématographique de The Boy in the Oak, à l'origine un livre pour enfants écrit par sa sœur Jessica Albarn. Le film sortit dans quelques cinémas au printemps 2011.
En 2015, il compose la musique de la comédie musicale Wonder.land (en) (avec le parolier Moira Buffini et directeur artistique Rufus Norris).
Pour le film The White Helmets, Damon inclut une chanson jamais sortie de Gorillaz nommée Crashing Down, qui devait sortir sur l'album Plastic Beach. Le réalisateur Edgar Wright inclut dans son film Baby Driver la chanson instrumentale Intermission, réalisée par Blur pour leur single Chemical World et, plus tard, pour la version spéciale de leur second album, Modern Life Is Rubbish.

#### Musique africaine et musique du monde
Damon s'intéresse à la musique malienne et africaine à partir de la fin des années 1990, en produisant le projet Mali Music, avec un album sorti en 2002. Il avait été enregistré en 2000, pendant un voyage au Mali pour l'association de charité Oxfam. Il visite également le Nigeria avec le batteur africain Tony Allen.
En 2002, il devient le fondateur et le propriétaire du label indépendant Honest Jon's, qui publie des dizaines de disques venant du monde entier. Un projet nommé Africa Express a également été monté par Albarn et a sorti deux albums : Maison Des Jeunes (2013) et In C Mali (2014),,. Il a produit l'album El Gusto de l'orchestre algérien de chaâbi. En novembre 2008, il produit le premier extrait du nouvel album d'Amadou & Mariam Welcome to Mali : Sabali,.
En 2010, Damon Albarn est aux claviers sur le titre Me and The Devil de l'album I'm New Here de Gil Scott Heron. La même année, il travaille en collaboration avec de nombreux artistes dont Dan the Automator, Jneiro Jarel et Richard Russell. À Kinshasa en République démocratique du Congo, le projet est nommé DRC Music et le collectif appelé Kinshasa One Two. Cet album a été créé entièrement en une semaine, sur place. L'album fut distribué par Warp Records.

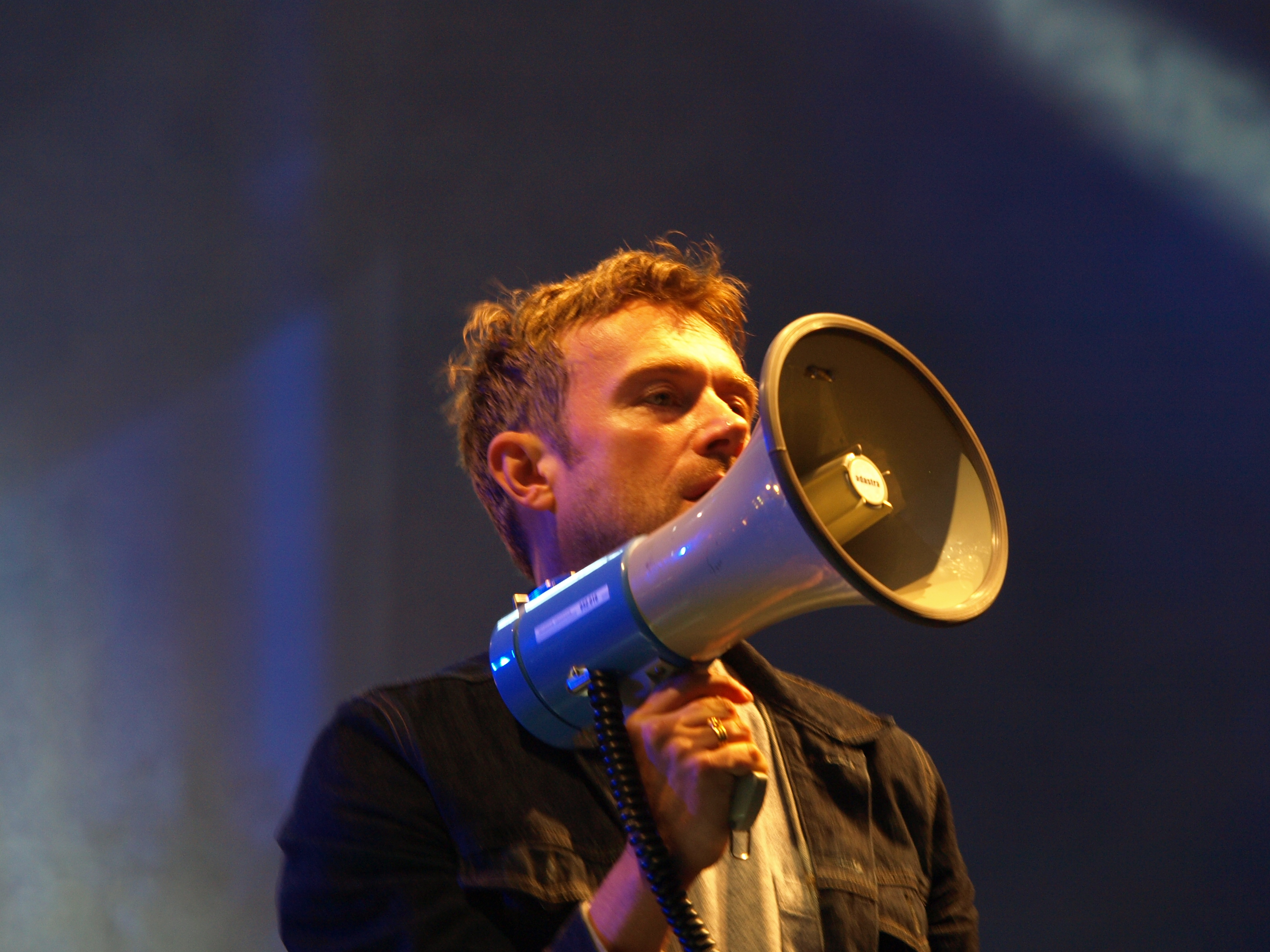
Damon Albarn en 2013.

#### The Good, The Bad and the Queen
En 2006, le NME annonce que Damon travaille sur ce qui serait son premier album solo, en compagnie de Danger Mouse avec qui Albarn a produit Demon Days, de Gorillaz. En fait, ce n'est pas un album solo mais le premier essai d'un supergroupe créé par Damon, nommé The Good, the Bad and the Queen et étant composé du bassiste des Clash, Paul Simonon, de l'ancien guitariste de The Verve et de Gorillaz, Simon Tong, et de son grand ami, batteur de Fela Kuti, Tony Allen.
Le premier single, nommé Herculean, sort en octobre 2006 et atteint la vingt-deuxième place des charts anglais. Il est suivi, en janvier 2007, d'un second, Kingdom of Doom, qui fait légèrement mieux que son prédécesseur en se classant à la vingtième place. Un album studio sort en 2007 et atteint la seconde place des charts, avant d'atteindre le disque d'or durant sa première semaine de commercialisation. Green Fields, le troisième single, sort en avril 2007 mais manque de peu le Top 50. Un an plus tard, The Good, The Bad and the Queen se produit au festival Love Music Hate Racism, en tant que tête d'affiche. Plusieurs musiciens, comme l'ancien claviériste des Specials, Jerry Dammers, viennent rejoindre le groupe sur scène.
L'album a remporté le prix de l'Album de l'année aux MOJO Awards de 2007 et le groupe a travaillé avec le rappeur syrien Eslam Jawaad sur la chanson Mr. Whippy, bien que la chanson ne soit jamais apparue sur l'album mais comme face B du single d'Herculean,. Damon a récemment annoncé qu'un second opus pourrait voir le jour, en parallèle à son travail sur Humanz, le dernier album de Gorillaz,.

#### Rocket Juice and the Moon
En 2012 sort l'album Rocket Juice and The Moon qui est également le nom du supergroupe composé de Damon Albarn, Flea (Red Hot Chili Peppers) et Tony Allen. Le projet devait être annoncé en 2008 mais à cause de divers projets pour chacun des membres, a fini par être officiellement annoncé en 2011. Albarn a dit ne pas être responsable du nom : quelqu'un à Lagos avait vu le design d'un manchon et c'est comme ça que le nom a été trouvé. Il se dit content du résultat.
Le groupe joue ensemble pour la première fois le 28 octobre 2011 à Cork, en Irlande, au Cork Jazz Festival. Ils jouent sous le nom Another Honest Jon's Chop Up !,,. Une tournée n'est pas envisagée, notamment à cause de la tournée des Red Hot Chili Peppers, qui dure jusqu'en 2013. Le cas d'un autre album n'a pas été évoqué pour le moment.

#### OpéraLe Vol du boli
Abderrahmane Sissako et Damon Albarn racontent dans l'opéra Le Vol du boli (2020) huit cents ans des Mandingues. Le spectacle rencontre son public au théâtre du Châtelet et en diffusion sur France 5.

#### OpéraThe Magic Flute II: La Malédiction
En 2025, il imagine, en collaboration avec Jeremy Sams, le spectacle The Magic Flute II : La Malédiction présenté lors de quatre représentations, à Paris, au Théâtre du Lido. Cet opéra électro-pop est inspiré de l'oeuvre que Goethe avait commencé à écrire en guise de suite de La Flûte enchantée de Mozart.

#### Autres apparitions
En 1998, Albarn et Michael Nyman enregistrent une chanson nommée London Pride pour un tribute album à Noël Coward, Twentieth-Century Blues : The Songs of Noël Coward. La version originale est une chanson patriotique écrite par Coward durant le printemps 1941.
Albarn collabore également aux albums 100th Window de Massive Attack et Squire for Hire de Nathan Haines. Dans ces deux albums, les chansons sur lesquelles il pose ses voix (Small Time Shot Away et FM, respectivement) sont créditées au nom du chanteur et frontman de Gorillaz, Stuart « 2D » Pot,. Plus récemment, Damon a travaillé sur un album de Massive Attack, sorti en 2010 : Heligoland. Il chante sur Saturday Come Slow et joue des claviers sur Splitting the Atom.
En septembre 2009, le comité d'organisation des Jeux olympiques de Londres annonce la candidature de Damon Albarn au poste de directeur artistique de la cérémonie d'ouverture des Jeux olympiques d'été de 2012. En 2008, Jamie Hewlett et Damon Albarn avaient déjà réalisé un générique pour la BBC à l'occasion des Jeux de Pékin. C'est finalement le réalisateur Danny Boyle qui est retenu,.
Albarn produit le vingt-septième et ultime album studio du chanteur soul Bobby Womack, The Bravest Man in the Universe, sorti en 2012. Il chante sur la chanson Here in After. Damon et les De La Soul ont collaboré sur plusieurs albums de Gorillaz (Demon Days, Plastic Beach et, plus tard, Humanz), sur les chansons Feel Good Inc., Superfast Jellyfish et Momentz.
En 2017, il chante sur le premier album d'Alex Crossan (Mura Masa), sur la chanson Blu.
En 2019, Damon participe au titre Perdu du rappeur belge Roméo Elvis.
En 2025, Damon participe au titre Rising Soul de l’album Warm Up d’Etienne de Crécy.

## Style et influences
Les influences de Damon Albarn évoluent avec le temps. Il aime la musique classique et des compositeurs tels que Vaughan Williams et Erik Satie ainsi que des groupes ska et pop comme les Jam, Madness, Specials, les Kinks; et en particulier Ray Davies au moment du mouvement britpop.
Damon Albarn apprécie également certains artistes underground américains tels que Pavement ou Sonic Youth. Il écoute également des groupes britanniques plus récents comme The Horrors avec qui il avait proposé de collaborer.

## Vie privée
De 1991 à 1998, il a entretenu une relation avec Justine Frischmann.
Le 2 octobre 1999, il devient père d'une fille appelée Missy (en hommage à la rappeuse Missy Elliott) issue de son union avec Suzy Winstanley, une artiste d'origine cubaine douée notamment pour la mise en scène du Wild Art.
Damon vit dans le quartier de Notting Hill, à Londres, mais il est toujours attaché à l'Islande, pays dont il est tombé amoureux durant la période d'écriture de Blur. Il y possède un appartement et des parts dans un bar à Reykjavik, le Kaffibarinn.
Damon a un diplôme honorifique de l'université de Londres-Est.

## Engagement politique
Il a été très hostile à la politique de George W. Bush et a participé à des manifestations contre la guerre en Irak dans la ville de Londres.
Dans la chanson Let me out extraite de l'album Humanz de Gorillaz, il critique l'élection de Donald Trump,.

## Discographie complète
- 1991 : Leisure (Blur)
- 1993 : Modern Life Is Rubbish (Blur)
- 1994 : Parklife (Blur)
- 1995 : The Great Escape (Blur)
- 1996 : Live at the Budokan (Blur, live)
- 1996 : Closet Romantic, tiré de la bande originale de Trainspotting de Danny Boyle
- 1997 : Blur (Blur)
- 1998 : Bustin' + Dronin' (Blur, remix)
- 1999 : Vorace (Ravenous) d'Antonia Bird (composé avec Michael Nyman)
- 1999 : 13 (Blur)
- 2000 : 101 Reykjavík de Baltasar Kormákur (composé avec Einar Örn Benediktsson)
- 2000 : Ordinary Decent Criminal
- 2001 : Gorillaz (Gorillaz)
- 2002 : G-Sides (Gorillaz)
- 2002 : Mali Music (avec Afel Bocoum, Toumani Diabaté & Friends)
- 2003 : Think Tank (Blur)
- 2003 : Democrazy (en) (compilation de 14 démos en édition limitée)
- 2005 : Demon Days (Gorillaz)
- 2006 : Demon Days Live (Gorillaz, live)
- 2007 : D-Sides (Gorillaz)
- 2007 : The Good, the Bad and the Queen (avec Paul Simonon, Simon Tong et Tony Allen)
- 2007 : Live from Soho (iTunes Exclusive EP) (The Good, the Bad and the Queen, live)
- 2007 : Monkey, Journey to the West
- 2009 : All the People : Blur Live at Hyde Park (Blur, live)
- 2010 : Plastic Beach (Gorillaz)
- 2010 : The Fall (Gorillaz)
- 2011 : Kinshasa One Two (en) (avec DRC Music)
- 2012 : Rocket Juice and The Moon (avec Flea et Tony Allen)
- 2012 : Leave-Taking (Rocket Juice & the Moon)
- 2012 : Parklive (Blur, live)
- 2012 : Dr Dee (Damon Albarn)
- 2013 : Maison des Jeunes (Africa Express)
- 2014 : Everyday Robots (Damon Albarn)
- 2014 : Live at the De De De Der (Damon Albarn, live)
- 2014 : In C Mali (Africa Express)
- 2014 : Sister Rust, tiré de la bande originale de Lucy de Luc Besson (composée par Éric Serra)
- 2015 : The Magic Whip (Blur)
- 2015 : Wonder.land (en)
- 2016 : The Orchestra of Syrian Musicians and Guests (Africa Express)
- 2017 : Humanz (Gorillaz)
- 2018 : The Now Now (Gorillaz)
- 2018 : Merrie Land (The Good, The Bad and The Queen)
- 2020 : Song Machine: Season One - Strange Timez (Gorillaz)
- 2021 : The Nearer The Fountain, More Pure The Stream Flows (Damon Albarn)
- 2023 : Cracker Island (Gorillaz)
- 2023 : The Ballad of Darren (Blur)

## Prix et distinctions
Au début de l'année 2016, il est décoré et élevé au rang d'officier de l'ordre de l'Empire britannique par la reine Élisabeth II pour son apport à la culture britannique.